# Stævnror
Et stævnror er et ror monteret direkte på agterstævnen af et skib. Dette skal ses i modsætning til sideroret som er monteret på skibets side.
 ⋅